# ГЭС Иматра
ГЭС Иматра — гидроэлектростанция, принадлежащая компании Fortum и находящаяся в Иматре, Южная Карелия, Финляндия. Составляет вторую ступень в каскаде на реке Вуоксе, находясь между ГЭС Тайниокоски (выше по течению) и Светогорской ГЭС.
Сооружение комплекса будущей ГЭС у водопада Иматранкоски началось в 1921 году, после одобрения парламента. В 1922 году начинаются работы под руководством инженера Хьюго Малми. Главное здание электростанции и распределительное устройство были спроектированы архитектором Кауно Каллио и его братом Ойва Каллио в 1923—1928 годах. Плотину станции завершили в 1928 году, а в следующем году были введены в работу первые четыре турбины. В 1936 и 1937 были введены пятая и шестая турбины. Во время Второй мировой войны станция подвергалась воздушным бомбардировкам и получила повреждения, которые впрочем быстро устранили. Наконец, в 1952 году ГЭС в очередной раз расширили, установив седьмую турбину мощностью 28 МВт, что довело общий показатель объекта до 178 МВт.
Станция Иматра, расположенная на реке Вуоксе (впадает в Ладожское озеро), дренирует Сайменскую озёрную систему (озеро Сайма). Последнее является крупнейшим в Финляндии и имеет площадь поверхности 4400 км2 и объём 36 млрд м3. Бетонная водосливная плотина ГЭС перекрывает реку и направляет воду к расположенному в левой протоке машинному залу с поворотно-лопастными турбинами, работающими при напоре в 24 метра и обеспечивающими производство около 1 млрд Квт-ч электроэнергии в год. В середине 2000-х Fortum провела модернизацию седьмого гидроагрегата, увеличив его мощность до 38 МВт. А в 2015 году, после модернизации ещё двух агрегатов, общая мощность ГЭС Иматра составила 192 МВт.

## Фотографии

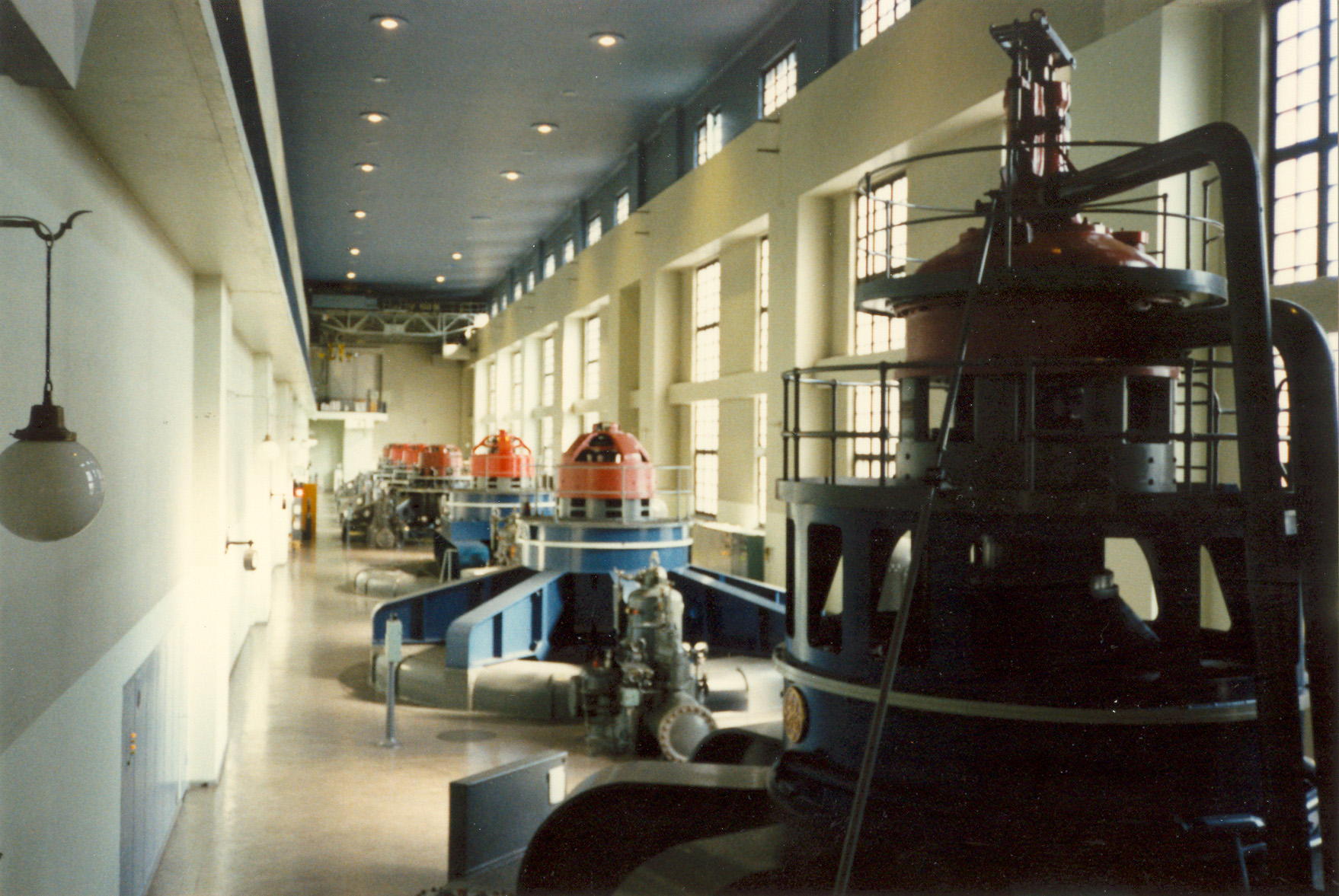
Интерьер машинного зала, 1989
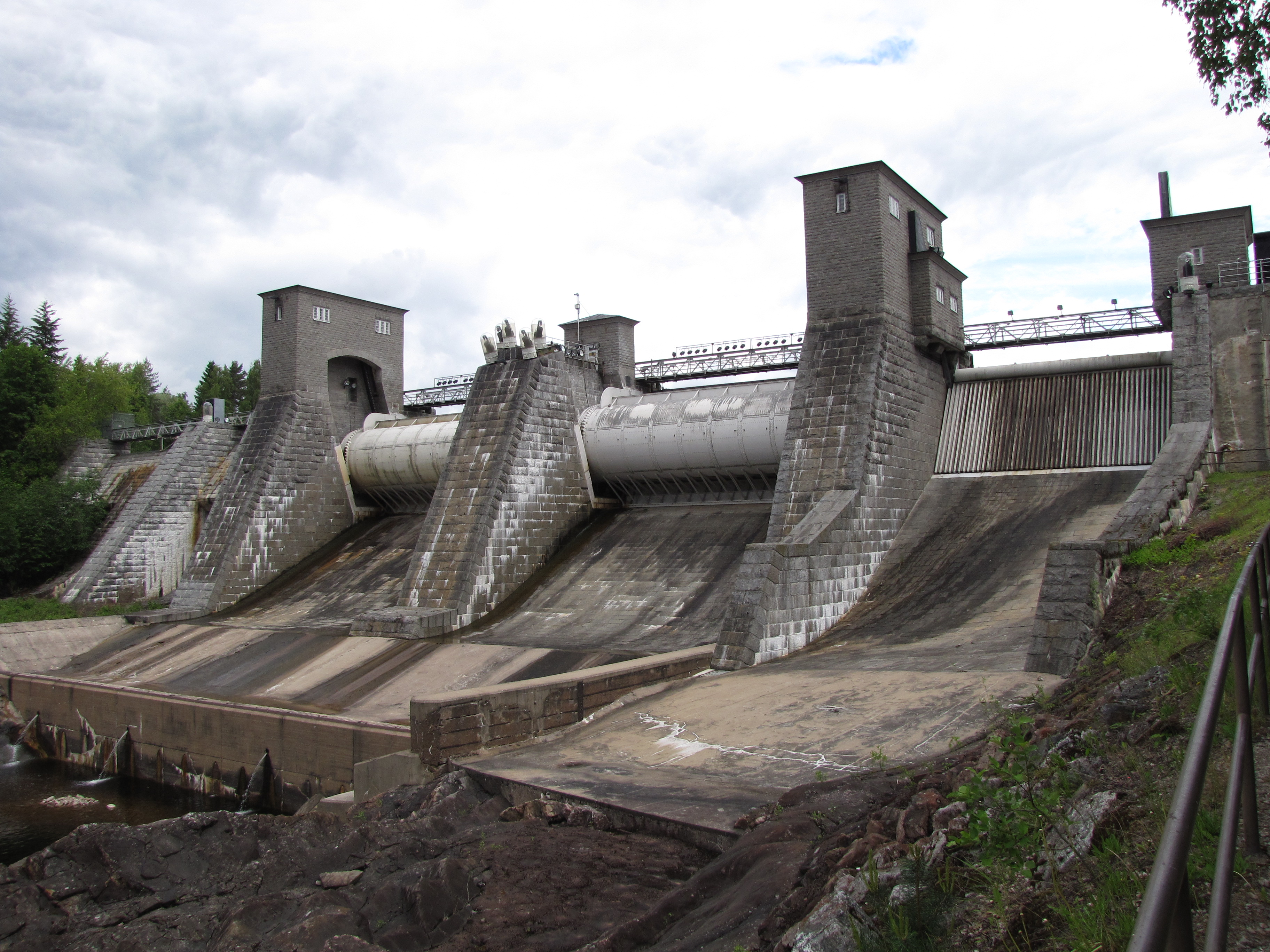
Ворота ГЭС, 2009
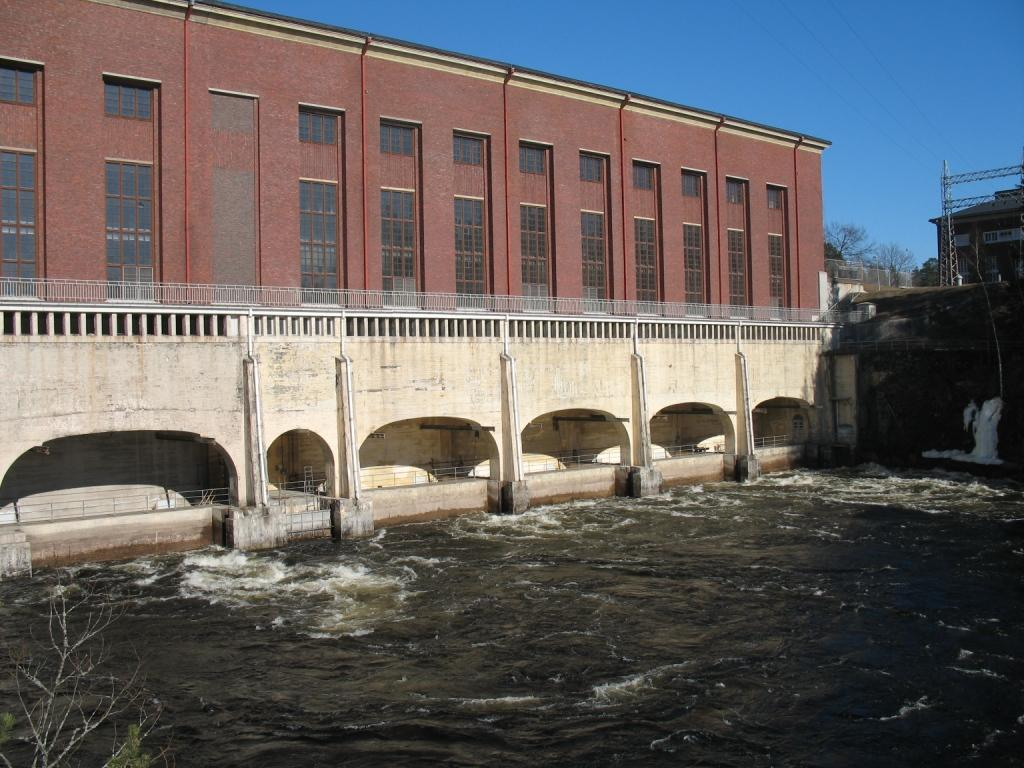
Главное здание ГЭС, 2012
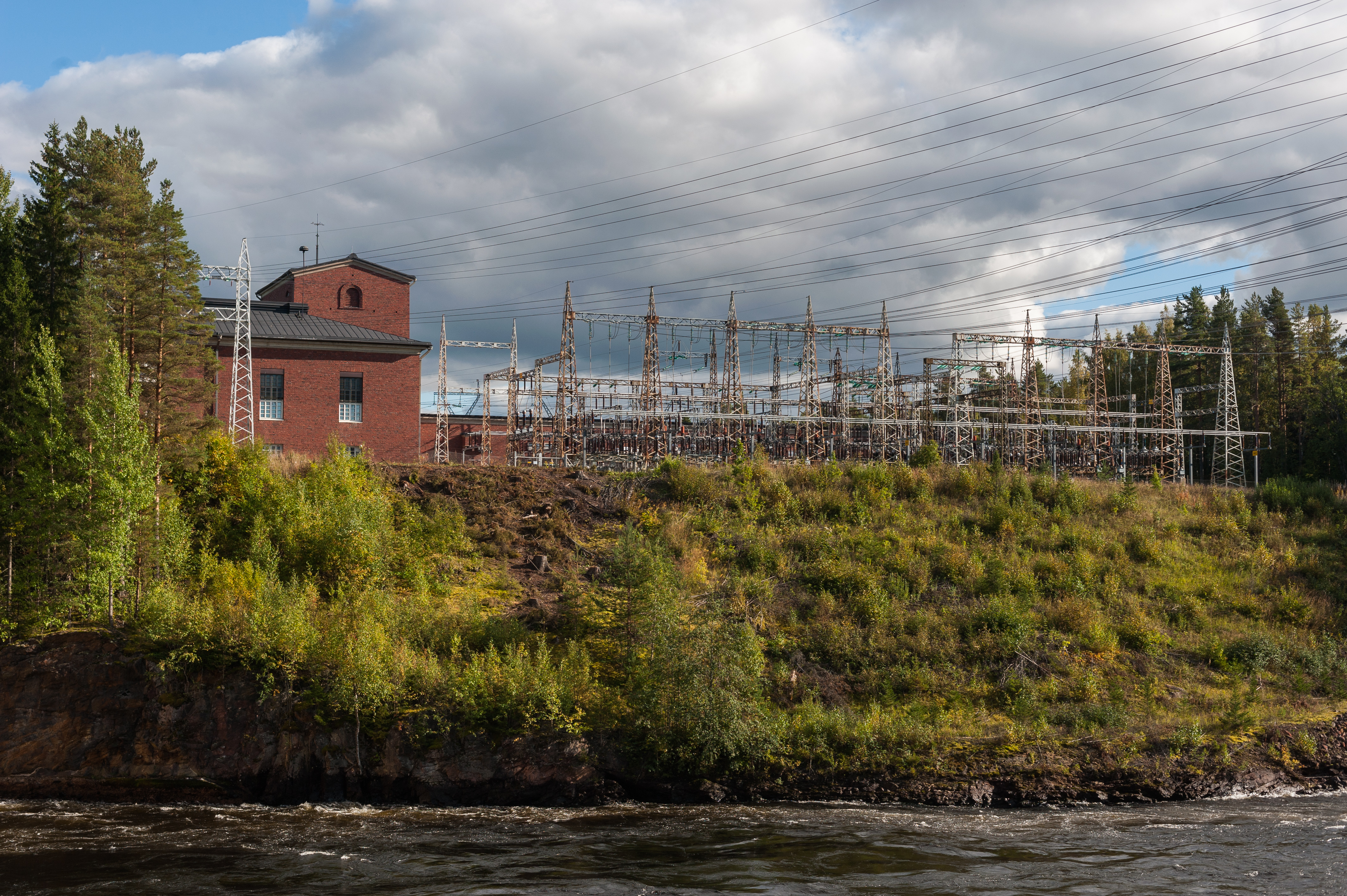
Главные повышающие трансформаторы, 2017